# Svensson Ridge
Svensson Ridge är en bergstopp i Antarktis. Den ligger i Östantarktis. Australien gör anspråk på området. Toppen på Svensson Ridge är 1 913 meter över havet.
Terrängen runt Svensson Ridge är huvudsakligen lite kuperad. Trakten är obefolkad. Det finns inga samhällen i närheten. 